# Geert Regts
Geert Regts (Nieuwebrug), was een schaatser die Nederlands kampioen op de kortebaan werd. 
Regts werd in 1963 Nederlands kampioen op de kortebaan in Ankeveen. Op de tweede plaats eindigde Arjen Dijkstra terwijl Jan Heitbrink de derde prijs won. Bij het NK Kortebaan in Appingedam in 1966 eindigde Regts als derde, achter kampioen Klaas Hendriks en Klaas Renes. 
De schilder uit Nieuwebrug werd Fries juniorenkampioen kortebaan in 1955 (Franeker), 1956 (Leeuwarden) en 1959. Bij de senioren werd Regts in 1962 (Kortezwaag) en 1964 (Thialf) tweemaal tweede.
Zijn zoon Henk Regts maakte later deel uit van de Friese sprintselectie. Kleinzoon Marwin Talsma is een langebaan schaatser vooral op de lange afstanden.  
| Jaar | Plaats | Kampioenschap |
| ---- | ------ | ------------- |
| 1963 | Goud   | NK Kortebaan  |
| 1966 | 3e     | NK Kortebaan  |